# Arne Hardenberg
Arne Hardenberg (ur. 28 listopada 1973 w Nuuk) – duński narciarz alpejski, uczestnik Zimowych Igrzysk Olimpijskich 1998.

## Osiągnięcia

### Igrzyska olimpijskie
| Miejsce | Dzień       | Rok  | Miejscowość | Konkurencja | Czas biegu | Strata | Zwycięzca          |
| ------- | ----------- | ---- | ----------- | ----------- | ---------- | ------ | ------------------ |
| DNF     | 9-13 lutego | 1998 | Nagano      | Kombinacja  | -          | -      | Mario Reiter       |
| DNF     | 21 lutego   | 1998 | Nagano      | Slalom      | -          | -      | Hans Petter Buraas |

### Mistrzostwa świata
| Miejsce | Dzień     | Rok  | Miejscowość         | Konkurencja | Czas biegu  | Strata   | Zwycięzca            |
| ------- | --------- | ---- | ------------------- | ----------- | ----------- | -------- | -------------------- |
| 38.     | 10 lutego | 1993 | Morioka             | Gigant      | 2:31,19 min | +15,83 s | Kjetil André Aamodt  |
| DSQ1    | 13 lutego | 1996 | Sierra Nevada       | Supergigant | -           | -        | Atle Skårdal         |
| 49.     | 17 lutego | 1996 | Sierra Nevada       | Zjazd       | 2:06,75 min | +6,58 s  | Patrick Ortlieb      |
| 26.     | 19 lutego | 1996 | Sierra Nevada       | Kombinacja  | 3:46,23 min | +14,28 s | Marc Girardelli      |
| DNF1    | 23 lutego | 1996 | Sierra Nevada       | Gigant      | -           | -        | Alberto Tomba        |
| DNF1    | 25 lutego | 1996 | Sierra Nevada       | Slalom      | -           | -        | Alberto Tomba        |
| 50.     | 3 lutego  | 1997 | Sestriere           | Supergigant | 1:37,29 min | +7,61 s  | Atle Skårdal         |
| 20.     | 6 lutego  | 1997 | Sestriere           | Kombinacja  | 3:26,64 min | +16,24 s | Kjetil André Aamodt  |
| DNS1    | 8 lutego  | 1997 | Sestriere           | Zjazd       | -           | -        | Bruno Kernen         |
| DNF1    | 12 lutego | 1997 | Sestriere           | Gigant      | -           | -        | Michael von Grünigen |
| DNF1    | 15 lutego | 1997 | Sestriere           | Slalom      | -           | -        | Tom Stiansen         |
| DNF1    | 14 lutego | 1999 | Vail / Beaver Creek | Slalom      | -           | -        | Kalle Palander       |
| 41.     | 10 lutego | 2001 | St. Anton           | Slalom      | 1:59,92 min | +20,26 s | Mario Matt           |

### Mistrzostwa świata juniorów
| Miejsce | Dzień       | Rok  | Miejscowość | Konkurencja | Czas biegu  | Strata   | Zwycięzca     |
| ------- | ----------- | ---- | ----------- | ----------- | ----------- | -------- | ------------- |
| 53.     | 14 kwietnia | 1991 | Geilo       | Slalom      | 1:51,02 min | +17,73 s | Casey Puckett |